# Ove Giedde
Ove Giedde (født 17. december 1594 på Tomarp i Skåne, død 19. december 1660) var dansk rigsadmiral.
Han var søn af Brostrup Giedde (c.1560-1614) til Tomarp i Kvidinge sogn, Åstorps, Skåne, og Hellerup i Fauraas herred, Halland, og Dorthe Pallesdatter Ulfeldt (c.1564-1600). I 1618 stod han i spidsen for den af Christian 4. ekspedition til Indien for at grundlægge en koloni. I 200 år vajede Dannebrog over Trankebar på Indiens sydøstkyst takket være ham. Efter hjemkomsten blev han 1. september 1622 gift med Dorthe Knudsdatter Urne ((1600-1667), datter af Knud Axelsen Urne til Årsmarke.
I 1622 blev Ove Giedde beordret til Norge, og i næsten 20 år var han en af kong Christian 4.s vigtigste embedsmænd i dette land. I 1622 blev han lensmand for Brunla, Numedal, Sandsvær og Eiker. Han fik således en meget central position, når det kom til organisering af både minedrift og tømmerhandel, som begge var vigtige industrier med stærk vækst. Giedde blev også delejer i Kongsberg Sølvværk, som blev grundlagt i 1623 og formelt oprettet ved kongelig resolution i foråret 1624, da Christian 4. selv kom til at inspicere de nyopdagede sølvfund i Sandsvær og grundlagde byen Kongsberg. Da sølvminen blev omdannet til et privat partnerskab i 1628, tog Giedde en 25% ejerandel. Sammen med sin svoger Preben von Ahnen grundlagde Gjedde Holden Jernværk i 1652, modtog 1657 privilegier dertil, et tidlig industriel virksomhed der fra 1835 skiftede navn og blev til Ulefos Jernværk. Oprindeligt skulle jernværket producere kanonkugler, men i 1690'erne begyndte produktionen af jernovne, hvilket fabrikken blev senere meget kendt for. Giedde havde gennem hele sin karriere i Norge tætte forbindelser med Norges rigskansler Christoffer Urne, som også var hans svoger, Jens Juel og Hannibal Sehested, og ind imellem fungerede han som stedfortræder i deres fravær.
Som en af de første nordeuropæere, der rejste til Indien, tog han til sig nogle orientalske vaner. Fra Sandsvær siges det, at en bonde havde set Ove Giedde spise salat og drikke te. "Nu er det ude med ham," sagde bonden, "for han spiser bare græs og drikker vand."
I 1645 blev Ove Giedde i 1645 udnævnt til rigsadmiral. I 1648 blev han alvorligt syg og i stedet udnævnt til lensmand på Helsingborg Slot (Kärnan). Efter freden i Roskilde 1658 hvor Danmark mistede Skånelandene til Sverige, blev han boende i Skåne. Men da svenskekongen Karl X Gustav brød fredstraktaten i 1658, blev Giedde taget til fange, da han besøgte Helsingborg i private ærinder. Han blev først sat i fængsel på Helsingborg Slot, og siden ført til Malmøhus. I 1660 blev han frigivet i en fangeudveksling mellem Danmark og Sverige. Ved tiden for Roskildefreden var Ove Giedde en gammel og fysisk svag mand, og havde allerede bygget et pragtfuldt gravmonument i Sankta Maria kirken i Helsingborg, men han blev begravet under krypten i Roskilde Domkirke. Sagnet fortæller, at "hans ben efter Roskildefreden aldrig fandt hvile, efter Skåne var blevet svensk".